# آيت بومزوغ (أكلموس)
آيت بومزوغ هي إحدى مشيخات المملكة المغربية، تتبع جغرافيا لإقليم خنيفرة وإداريًا لأكلموس. يقدر عدد سكانها بـ 4947 نسمة حسب الإحصاء الرسمي للسكان والسكنى لسنة 2004.